# Jabal Ruwayḑah
Jabal Ruwayḑah är ett berg i Förenade Arabemiraten.   Det ligger i emiratet Fujairah, i den nordöstra delen av landet, 210 kilometer nordost om huvudstaden Abu Dhabi. Toppen på Jabal Ruwayḑah är 511 meter över havet, eller 239 meter över den omgivande terrängen. Bredden vid basen är 2,1 km.
Terrängen runt Jabal Ruwayḑah är huvudsakligen lite kuperad. Närmaste större samhälle är Dibba Al-Fujairah, 19,7 kilometer nordost om Jabal Ruwayḑah.
Trakten runt Jabal Ruwayḑah är ofruktbar med lite eller ingen växtlighet.  Trakten runt Jabal Ruwayḑah är ganska tätbefolkad, med 54 invånare per kvadratkilometer.